# اندیس روشیران
روشیران یک اندیس مصالح ساختمانی است که در حوالی شهر آران استان اصفهان قرار دارد و مادهٔ معدنی موجود در آن، گچ است.